# Harry Knowles

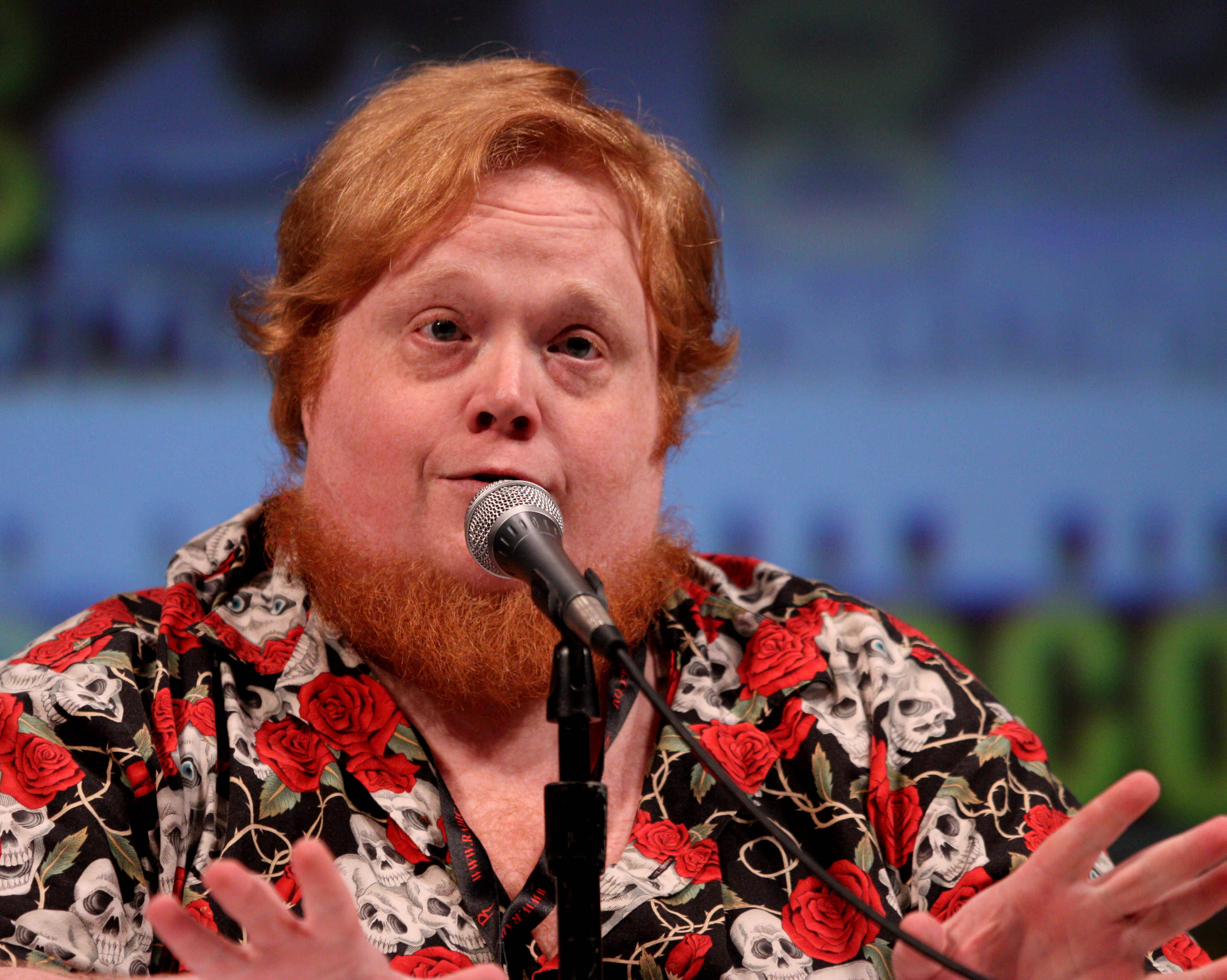
Harry Knowles bei der San Diego Comic-Con International im Juli 2010.

Harry Jay Knowles (* 11. Dezember 1971 in Austin, Texas) ist ein US-amerikanischer Internet-Filmkritiker und bekannt für die Webseite Ain’t It Cool News, die Filmkritiken veröffentlicht und über aktuelle Ereignisse in der Branche berichtet. Knowles ist zudem Mitglied der Austin Film Critics Association.

## Leben
Harry Jay Knowles wurde am 11. Dezember 1971 in Austin, Texas, geboren und ist der Sohn von Jarrell Jay Knowles und Helen Jane (Harrison) Knowles, die am 19. September 1970 in Austin heirateten. Seine ersten Jahre verbrachte er auf der Reise durch den Südwesten und Mexiko mit seinen Eltern, die für die Lichtshow bei Rockkonzerten zuständig waren. Seine Eltern zogen dann nach Austin und begannen, Comics sowie Fanartikel von Filmen im oberen Stockwerk ihres viktorianischen Hauses zu verkaufen. Außerdem veranstalteten sie im Jahr 1976 das Austin Fantasy-Film Fest, eine der ersten Science-Fiction-Conventions in Austin. Knowles verbrachte mehr und mehr Zeit damit, Horror- sowie andere Filme zu sehen, meistens 16-mm-Bootleg-Versionen.
Knowles’ Eltern trennten sich 1983 und ließen sich am 12. März 1984 scheiden, wobei seine Mutter das Sorgerecht für ihn und seine jüngere Schwester Dannie erhielt. Sie lebten daraufhin zusammen auf einer Ranch im Westen von Texas. Seine Mutter erhielt die Comics, Filme und Fanartikel und schenkte sie ihren beiden Kindern. Dies und die abgelegene Lage der Ranch führten dazu, dass Knowles mehr und mehr Zeit damit verbrachte, Comics zu lesen und Filme zu sehen. Knowles war außerdem Mitglied bei den Boy Scouts of America und war dort Eagle Scout (der höchste Rang, den man erreichen kann). 1989, im Alter von 19, zog Knowles zurück zu seinem Vater und seinem Halbbruder Larry. Seine Mutter starb am 5. Dezember 1992 bei einem Feuer auf der Portwood Ranch in Seymour, Texas.
Im Jahr 1994 stürzte Knowles, während er einen Wagen mit Fanartikeln bei einer Convention eine Rampe hochfuhr, und wurde anschließend vom ca. 540 kg schweren Wagen überrollt. Der Unfall verletzte seinen Rücken und ließ ihn quasi bettlägerig werden. Mit einem überraschenden Erbe von 5.000 US-Dollar aus der Lebensversicherung seiner Mutter kaufte er sich einen hochwertigen Computer, und ein Freund richtete für ihn einen Internetanschluss ein, damit sie zusammen Doom spielen konnten.
Knowles heiratete Patricia Cho Jones am 15. Juli 2007 in Austin.
Am 4. April 2008 gab Knowles bekannt, dass er mit Diabetes Typ 2 diagnostiziert wurde. Am 20. Mai 2008 unterzog er sich einer Magenbandoperation, um seinen Diabetes zu mildern und viel seines Gewichts zu verlieren, welches er infolge seiner Gesundheitsprobleme zugelegt hatte. Im Januar 2011 wurde bei ihm eine Notfall-Wirbelsäulenoperation durchgeführt. Nach Aussagen von Knowles konnte durch die Operation das Gefühl in seinen Beinen wiederhergestellt werden, zum ersten Mal seit 15 Jahren. Er erhält nun Physiotherapie, um wieder gehen zu lernen.

## Karriere
Nach dem Kauf eines Computers im Jahr 1994 brachte sich Knowles die Verwendung dessen und des Internets selbst bei und begann in Newsgroups aktiv zu werden um Klatsch und Gerüchte mit anderen Fans über zukünftige Filme auszutauschen. Nachdem er vom zukünftigen Filmkritiker Mike D’Angelo für das Veröffentlichen von Binärbildern in den Newsgroups kritisiert wurde, erstellte Knowles die Webseite, aus der im Februar 1996 Ain't It Cool News wurde.
Durch die Bekanntheit seiner Webseite war Knowles bei den Massenmedien sehr gefragt, unter anderem bei Magazinen, Zeitungen und Fernsehnachrichten. Im Jahr 2000 war er auf dem 95. Platz der Forbes Power List. Außerdem war er im Fernsehen bei Siskel & Ebert & the Movies und Politically Incorrect zu sehen.
Harry Knowles ist ebenfalls in der Dokumentation For the Love of Movies: The Story of American Film Criticism als Befürworter von Filmkritiken im Internet zu sehen; er artikuliert die Kluft zwischen älteren und jüngeren Kritikern und setzt sich für Filme von Michael Bay ein.
Im Film Fanboys aus dem Jahr 2009 wird er von Ethan Suplee gespielt.

## Filmveranstaltungen

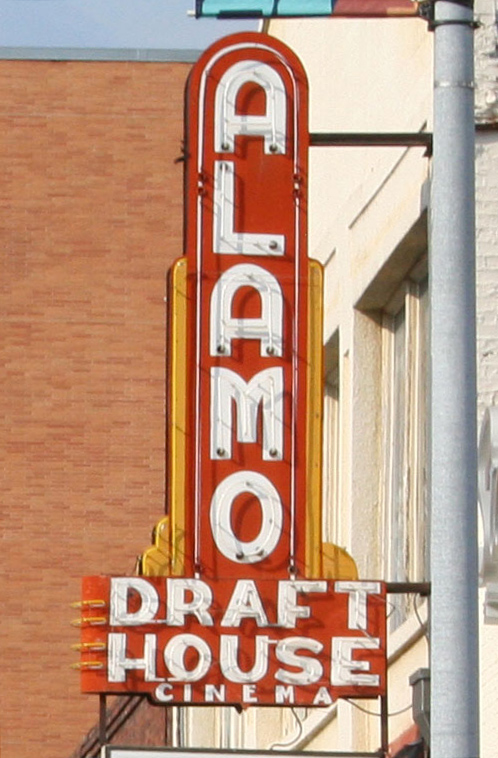
Alamo Drafthouse Cinema

Seit dem Jahr 1999 richtet Knowles an dem Wochenende, welches am nächsten an seinem Geburtstag (11. Dezember) liegt, die Veranstaltung Butt-numb-a-thon (BNAT) aus. Das Event, ebenfalls unter dem Namen Geek Christmas bekannt, ist eine 24-stündige Filmparty, bei der inoffizielle Filmpremieren stattfinden, alte Filme auf einer großen Leinwand gezeigt werden und unbekannte, meist merkwürdige Filme zu sehen sind. Filmfans und Professionelle reisen aus Amerika und der ganzen Welt an, um an der Veranstaltung teilzunehmen, die im Alamo Drafthouse Cinema, in Austin, stattfindet. BNAT wurde als „das exklusivste und geheimnisvollste verschlossene Filmfest“ bezeichnet und ist „das Filmevent, in das man am schwersten hereinkommt“.
Zusätzlich arbeitet Knowles am Programm für Austins Fantastic Fest, ein achttägiges Filmfestival, welches sich auf die Genres Horror, Science-Fiction und Fantasy spezialisiert hat. Das Festival findet ebenfalls jährlich im Alamo Drafthouse Cinema (genauer South Lamar) in Austin statt.

## Kontroversen
Knowles nimmt an Presseevents teil, die von den Filmstudios bezahlt werden, inklusive Besuche an Filmsets und Premieren. Es kam die Frage auf, ob sich dies auf seine Artikel und seine Kritiken auswirkt. Er wurde unter anderem zu der Premiere von Godzilla geflogen und gab im Anschluss dem Film eine sehr positive Kritik, während die überwiegende Mehrheit der Filmkritiker den Film nicht mochte. Knowles schwenkte später um und kritisierte den Film scharf. Er und seine Anhänger gaben jedoch an, dass er auch durchschnittliche Kritiken an Filme vergibt, zu dessen Veranstaltungen er eingeladen war, und ist in der Regel des Öfteren nicht derselben Meinung wie die Kritiker der Massenmedien. Knowles gab dem Film Monkeybone eine negative Kritik, obwohl er darin einen Cameo-Auftritt hatte.
Im Jahr 1999 schrieb er einen Artikel, in dem er ein Drehbuch von Drew McWeeny und Scott Swan lobte. Er erwähnte jedoch nicht, dass McWeeny ein Autor seiner Webseite war und unter dem Pseudonym „Moriarty“ schrieb. Dieser und andere Fehler wurden in einer Serie von Artikeln vom Film Threat Magazin veröffentlicht.
Anfang 2000 veröffentlichte Knowles Material, das von dem Heim-PC eines ABC-Mitarbeiters gestohlen wurde, wovon Knowles ausging, dass es die Nominierten für den Oscar sind, die am Tag darauf bekanntgegeben werden sollten. Als am nächsten Tag die eigentlichen Nominierten veröffentlicht wurden, kam heraus, dass die Finalisten in fast jeder Kategorie falsch waren. Knowles stand zu seinem Fehler, enthüllte dann aber die IP-Adresse der Person des gehackten Computers. Die Academy zog in Betracht, Knowles zu verklagen, entschied sich aber im Endeffekt dagegen.

## Filmografie
- 1991: Die Ballade vom traurigen Café (The Ballad of the Sad Café)
- 1997: Colin Fitz Lives!
- 1998: The Faculty
- 2001: Monkeybone
- 2001: Ghosts of Mars
- 2003: Michael Bay’s Texas Chainsaw Massacre
- 2005: No Pain, No Gain
- 2006: Pathogen
- 2008: Fanboys
- 2008: Zombie Girl: The Movie
- 2011: My Sucky Teen Romance